# Qelij Khani
Qelij Khani (en persan : قليج خاني romanisé en Qelīj Khānī et en Qalīj Khānī et également connu sous les noms de Kaleh Kalitch Khāni et de Qelīch Khānī) est un village de la province de Kermanshah en Iran. Lors du recensement de 2006, sa population était de 241 habitants pour 46 familles.